# Liste des prétendants au trône d'Haïti
Pour les articles homonymes, voir Trône (homonymie).
 (mars 2015).
Si vous disposez d'ouvrages ou d'articles de référence ou si vous connaissez des sites web de qualité traitant du thème abordé ici, merci de compléter l'article en donnant les références utiles à sa vérifiabilité et en les liant à la section « Notes et références ».
 (septembre 2016).
Améliorez-le ou discutez des points à vérifier. 
 (décembre 2015).
- Si vous ne connaissez pas le sujet, laissez ce bandeau (vous pouvez alors contacter les auteurs).
- Si vous supprimez le contenu mis en cause (vous pouvez préalablement contacter les auteurs),

argumentez précisément cette suppression dans la page de discussion
(un manque de référence n'est pas un argument ; une recherche réelle de référence doit avoir été effectuée, être formellement documentée).
L'article dresse la liste des prétendants au trône d'Haïti depuis la chute de l'empire et de la monarchie, pour compléter l'Histoire de Haïti du 19e siècle et du premier quart du 20e siècle.

## Prétendants « royalistes » au trône d'Haïti (1820-1908)
En 1820, lors de la mort du roi Henri Ier. Des insurgés refuse de reconnaitre son fils le prince héritier qui devient donc roi titulaire (prétendant).
| Rang | Prétendants          | Période                                                                           | Titres                                                |
| ---- | -------------------- | --------------------------------------------------------------------------------- | ----------------------------------------------------- |
| 1    | Jacques-Victor Henri | 8 octobre 1820-18 octobre 1820 "Henri II"                                         | Prince héritier Roi titulaire                         |
| 2    | Nord Alexis          | 18 octobre 1820-1er mai 1910 "Henri III" (président à vie d'Haïti de 1902 à 1908) | Prince Prince titulaire Roi titulaire Président à vie |

## Prétendants «dictatoriaux» au trône d'Haïti (1843-1850)
Lorsque le dictateur à vie Jean-Pierre Boyer est renversé et exilé en Jamaïque puis en France, il prend le titre de prétendant pour faire valoir ses droits aux pouvoirs.
| Rang | Prétendant        | Période   | Titres                              |
| ---- | ----------------- | --------- | ----------------------------------- |
| 1    | Jean-Pierre Boyer | 1843-1850 | Dictateur à vie Dictateur titulaire |

## Prétendants «impériaux» au trône d'Haïti (1859-1922)
Lors de la chute de l'empereur Faustin Ier en 1859, celui-ci se proclame empereur titulaire (prétendant).
| Rang | Prétendants                | Période                 | Titres                                                               |
| ---- | -------------------------- | ----------------------- | -------------------------------------------------------------------- |
| 1    | Faustin Ier                | 1859-1867 "Faustin Ier" | Président de la République Empereur Empereur titulaire               |
| 2    | Mainville-Joseph Soulouque | 1867-1891 "Joseph Ier"  | Prince héritier Prince héritier titulaire Empereur titulaire         |
| 3    | Joseph Soulouque           | 1891-1922 "Joseph II"   | Prince Prince titulaire Prince héritier titulaire Empereur titulaire |